# Wasitat al-suluk fi siyasat al-muluk
Wassitat al-Suluk fi Siyasat al-Muluk (en arabe : واسطة السلوك في سياسة الملوك ), également connu sous les titres français Chapelet des perles, Le moyen de connaître la politique des princes, est un traité de théorie politique relevant du genre littéraire des miroirs des princes islamique. L’ouvrage est écrit par le sultan zianide Abou Hammou Moussa II, souverain du royaume de Tlemcen entre 1359 et 1389 (760-791 de l'hégire). La date exacte de la rédaction du livre n'est pas précisément connue, mais il est probable qu'il ait été composé entre 1364 et 1376 (765-777 de l'hégire). Ce souverain a réussi à reprendre la ville de Tlemcen, qui était sous le contrôle de ses rivaux, les Mérinides, et à restaurer les territoires qui étaient sous l'autorité de ses ancêtres zianides. Le livre est également l'une des rares sources primaires documentant le règne des zianides au Maghreb central.
L'ouvrage contient une série de conseils et de recommandations politiques que le sultan Abou Hammou Moussa II adresse à son fils et héritier, Abou Tashfin II, ainsi qu'à d'autres princes et rois. L'auteur aborde des thèmes essentiels tels que l'éthique du gouvernant, la justice, l'esprit, le courage, la générosité et la perspicacité. Il discute également des piliers de la gestion de l'État, comme l'armée, les ministres, les juristes, les finances, etc., considérant que son livre et les conseils qu'il contient constituent la base nécessaire à la réussite de tout règne.
Le style adopté par l'auteur dans ce livre combine sagesse politique et analyse de la réalité, évitant l'approche moralisatrice traditionnelle. Il reflète également l'influence de la pensée politique islamique de l'époque, ce qui en fait un document contribuant à retracer l'évolution de cette pensée dans le monde musulman. Le livre a également servi de référence politique pour certains dirigeants, tels que les princes et sultans alaouites et leurs héritiers au Maroc. Cependant, l'ironie réside dans le fait que son fils, Abou Tashfin II, n'a pas suivi ces conseils et s'est rebellé contre lui, s'alliant avec ses rivaux mérinides, ce qui a bouleversé la situation et conduit à la mort du sultan, orchestrée par son propre fils qui lui a succédé. Cet ouvrage est unique dans ce genre littéraire, car son auteur, Abou Hammou Moussa II, n'était pas seulement un penseur ou un philosophe de ce courant, mais un souverain qui a exercé le pouvoir. Il a tenté de concilier théorie politique et pratique, alors que la tâche d'écrire ces ouvrages politiques était généralement confiée aux écrivains de la cour, aux juristes ou aux intellectuels. Ce travail reflète une dualité rare dans le monde islamique.
Le livre a été publié pour la première fois sous forme imprimée à Tunis en 1862, mais cette édition était incomplète et manquait de rigueur scientifique dans son établissement. Par la suite, l'œuvre a été traduite en plusieurs langues, dont l'espagnol et le turc. Un groupe d'historiens et de chercheurs s'est intéressé à la recherche des manuscrits de ce livre pour en établir un nouveau texte critique et étudier son contenu ainsi que les sources utilisées par le sultan. Cet intérêt s'est accru après la publication en 1974 de l'ouvrage Abou Hammou Moussa al-Zayani : sa vie et ses œuvres par l'historien algérien Abdelhamid Hadjiat, qui a mis en lumière la vie et les réalisations du sultan, encourageant ainsi davantage de recherches et d'études sur ce dirigeant.
Le livre a également fait l'objet de critiques, certains estimant qu'il ne fait que résumer des ouvrages antérieurs dans ce domaine sans apporter d'éléments nouveaux. D'autres contestent cette affirmation, soutenant que le livre propose des idées politiques innovantes. Parmi les critiques également attribuées au livre, l'utilisation de certaines histoires, récits et hadiths sans vérification rigoureuse de leur authenticité, ce qui s'explique par l'absence d'une approche critique à cette époque, où l'objectif de ce type d'ouvrages était souvent de justifier la légitimité du sultan et de démontrer sa profonde connaissance du sujet traité.

## Racines historiques
L'écriture politique chez les penseurs musulmans non-juristes est apparue très tôt, dès le VIIIe siècle (IIe siècle de l'Hégire), avec comme l'un de ses premiers précurseurs Abd al-Hamid al-Katib. Dans sa lettre adressée au prince héritier omeyyade Marwān II, il lui prodiguait des conseils éthiques et politiques, insistant sur l'importance de la science, de la sagesse, de la piété et de la détermination dans l'exercice du pouvoir. Il soulignait également la nécessité de faire preuve de prudence dans l'évaluation des informations et d'éviter de prendre des décisions sur la base de renseignements non vérifiés. Cette lettre représente ainsi l'un des premiers exemples de la pensée politique islamique, qui allie principes moraux et gestion du pouvoir.
Cependant, les Arabes ne se sont pas largement consacrés à l'écriture politique avant l'essor du mouvement de traduction à l’époque abbasside. Avant cela, le rôle du souverain était principalement défini à travers les principes islamiques, reposant sur le Coran et les hadiths pour l’application des lois religieuses. Avec l'encouragement des califes abbassides, Ibn al-Muqaffa fut l’un des premiers à traduire des ouvrages persans en arabe, tels que Kalila et Dimna, Khwaday-Namag ou encore Al-Adab al-Saghir wal-Kabir (ar). Cette initiative marqua le début d’un nouveau genre littéraire mêlant politique, sagesse et histoire. Toutefois, cet art resta encore largement imprégné de prédications religieuses et morales, plutôt que d’une véritable analyse politique approfondie.
Après s’être développé en Orient, ce genre littéraire se répandit également au Maghreb et en Al-Andalus au XIe siècle (Ve siècle de l'Hégire), avec des auteurs tels que Al-Humaydi (en) d’al-Andalus, qui rédigea Al-Dhahab al-Masbuk fi Wa‘dh al-Muluk. On pense qu’il composa son ouvrage durant son séjour en Orient, car il est quasiment inconnu au Maghreb et ne figure dans aucun catalogue de manuscrits locaux. À la même époque, sous les Almoravides, al-Hadrami fut l’un des premiers à écrire sur ce thème avec son livre Al-Siyasa aw al-Ishara fi Tadbir al-Imara, adressé au souverain almoravide Abou Bakr ben Omar. Par la suite, plusieurs autres ouvrages politiques virent le jour et se diffusèrent progressivement dans cette région.
Avec le temps, deux orientations se sont dessinées dans cette littérature politique islamique : la première, un courant moraliste, comme dans Sulwan al-Muta d’Ibn Zafar et Kanz al-Muluk de Sibt Ibn al-Jawzi, où la politique était avant tout envisagée sous l’angle de la modération, de la patience et du détachement des ambitions du pouvoir. L’exercice du pouvoir était ainsi subordonné à des considérations éthiques et spirituelles. Le deuxième courant, plus pragmatique, incarné par Risalat al-Sahaba d’Ibn al-Muqaffa et les Lettres politiques d'Ibn al-Khatib, abordait la politique de manière plus réaliste et analytique, sans recourir à l’exhortation morale ou aux récits édifiants. C’est dans ce contexte que le sultan zianide Abou Hammou Moussa II, à travers son livre Wasitat al-Suluk fi Siyasat al-Muluk, tenta de trouver un équilibre entre politique et morale. Il proposa une vision nuancée qui reflétait la réalité historique de son époque et analysa des vertus telles que la générosité, le courage et la sagesse sous un angle politique et pragmatique. Selon l’historien Abdelhamid Hadjiat, « cet ouvrage constitue une avancée significative dans la pensée politique arabe, car il met l’accent sur l’analyse politique et administrative, plutôt que de se limiter à un simple traité d’exhortation ou un récit historique. »

## Informations sur le livre

### Auteur

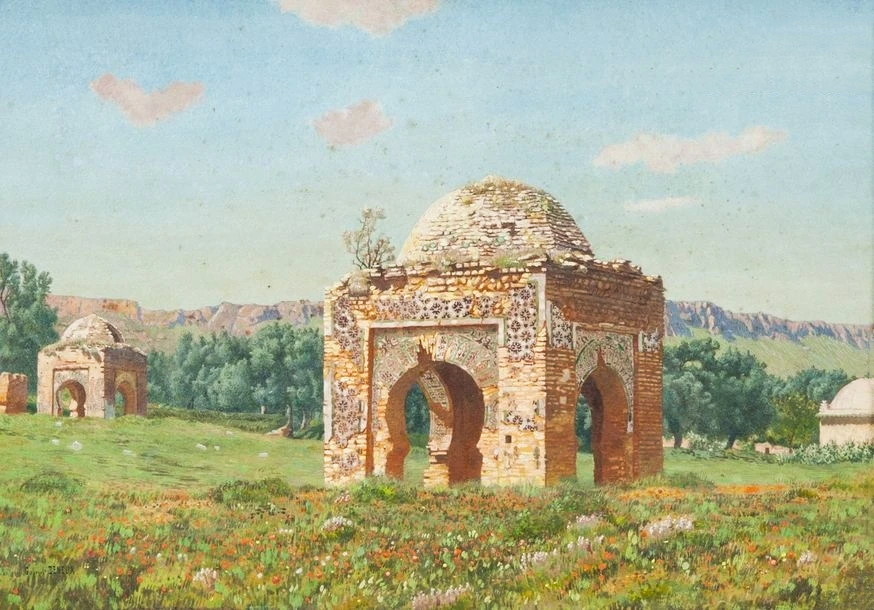
Tombeaux des princesses zianides de Tlemcen, par Gabriel Charles Deneux.

Wasitat al-Suluk fi Siyasat al-Muluk est une livre politique écrit par le sultan zianide Abou Hammou Moussa II, qui a restauré l'État zianide (Royaume de Tlemcen) après que les terres de ses ancêtres zianides aient été temporairement sous le contrôle des Mérinides. Il a régné de 1359 (760 H) à 1389 (791 H), et durant son règne, il a réussi à reconstruire son état et à renforcer sa position dans la région. Ce livre a été rédigé comme un guide de gouvernance et d'administration, dans lequel le sultan voulait laisser à son fils et héritier, Abou Tachfin II, une série de conseils politiques pour le guider dans la gestion des affaires de l'État. Toutefois, il est ironique que ce fils n'ait pas suivi les conseils de son père, se rebellant contre lui et s'alliant avec les Mérinides, ce qui a conduit à un conflit sanglant et à la mort de son père, tué sur les ordres de son fils, qui monta sur le trône.
Ce livre inclut également une collection de poèmes du sultan, tandis que le livre Raih al-Arwah, fi ma qala al-Mawla Abu Hammu min al-Shi'r wa qal fi-hi min al-Madh, qui rassemblait les poèmes du sultan ainsi que les louanges de certains de ses contemporains poètes de Tlemcen, est encore perdu. Le titre du livre, Wasitat al-Suluk fi Siyasat al-Muluk, a été choisi personnellement par le sultan, qui explique dans l'introduction le choix du titre : « … j'ai vu que le premier cadeau que nous devons offrir à notre héritier, à notre successeur et, si Dieu le veut, à notre calife, serait des conseils sages et une politique pratique et scientifique concernant ce qui appartient aux rois, afin d'organiser leurs affaires comme une conduite exemplaire. C'est pourquoi ce livre a été appelé Wasitat al-Suluk fi Siyasat al-Muluk, son nom étant en harmonie avec sa signification, et sa formulation correspondant à son contenu. » Tandit que le titre dans les bulletins français était traduit par divers noms : Chapelet des perles, ou Traité de l'art de régner ou Le moyen de connaître la politique des princes ou le meilleur comportement politique des rois.
Ce livre est mentionné dans plusieurs ouvrages historiques de biographies arabes, dont :
- Al-Maqaqri, qui en parle dans son célèbre ouvrage Nafh al-tib min ghousn al-Andalus al-Ratib[13] ;
- Ibn al-Khatib, dans son livre Al-Ihata fi Akhbar Gharnata (ar)[8] ;
- Al-Tanasi, dans Nadm al-Durr wal-Aqiyan fi Bayan Sharaf Bani Ziyan[14];
- Ismail Pasha al-Baghdadi (ar), dans Idah al-Maknun fi al-Dhayl ala Kashf al-Zunun[13][note 7] ;
- Khayr al-Din al-Zirikli (en), dans Al-Alam (en)[13] ;
- Chaouki Dayf, qui le mentionne dans son Histoire de la littérature arabe[15].

L'historien irakien Said al-Ghanimi (ar) estime que Ibn Khaldoun était au bien au courant de ce livre, mais qu'il ne l'a pas mentionné dans le Livre des exemples.

### Date de rédaction
Il n'existe pas de texte qui établisse de manière définitive la date exacte de la rédaction du livre, car Abou Hammou Moussa II ne l'a pas précisé clairement dans son œuvre. Cependant, certains historiens ont tenté de déterminer la période de sa rédaction. Le chercheur algérien Abdelhamid Hadjiat a précisé qu'on pouvait estimer la date de rédaction en se basant sur certains indices internes du texte. En se référant aux événements contemporains pendant le règne du sultan, à la façon dont il s'adresse à son fils Abou Tachfin II (qui semble être encore un jeune enfant), et à sa mention de son ministre Abdullah ibn Muslim, qu'il cite sans utiliser la formule « Qu'Allah lui accorde Sa miséricorde » (qu'il aurait utilisée pour un défunt), on peut estimer que l'œuvre a probablement été rédigée en 765 H (1363-1364).
La chercheuse libanaise Wadad Kadi (en) a quant à elle estimé que la période de rédaction s'étendait de 1359 (760 H), date à laquelle Abou Hammou Moussa II entra à Tlemcen et reprit la ville des Mérinides, jusqu'à 1375 (777 H), la date à laquelle Yahia Ibn Khaldoun (frère de Abd al-Rahman ibn Khaldoun) acheva son livre Bughiyyat al-Ruwad fi Dhikr Muluk Abd al-Wad, qui mentionne l'ouvrage du sultan. En se basant également sur les poèmes et en estimant leur date de rédaction, la chercheuse a restreint la période de rédaction du livre entre 1370-1375 (771 H-777 H).

### Contenu
Dans son livre le sultan aborde les différentes règles que les dirigeants doivent suivre dans l'administration du gouvernement et de la politique, l'aspect moral étant fondamental dans ce processus, tant pour le sultan lui-même que pour ses proches collaborateurs, dans un cadre de conseils pratiques et de gestion. Ce qui distingue cet ouvrage est qu'il n’a pas été rédigé par des érudits ou des écrivains du sultan, mais bien par le sultan lui-même. Dans cet ouvrage, il s’adresse à son héritier Abou Tachfin II et aux autres princes et rois, ce qui en fait un témoignage direct de la vision du sultan sur la gouvernance et son éthique.
Le livre est divisé en une introduction, 4 sections principales, et une conclusion, et il vise à guider son fils, dans la gestion du royaume de Tlemcen. Dans l'introduction, l’auteur précise que l'objectif de l'ouvrage est de fournir à son fils les bases d'une gouvernance juste. La première section contient des conseils généraux pour le souverain, tels que la justice, la piété, la gestion des finances, et l'attention à ses ministres et conseillers, ainsi qu'à la proximité des généraux et des princes. La deuxième section, la plus importante, traite des bases de la gouvernance, telles que la sagesse, la politique, la justice, et l'importance des finances et des armées. La troisième section analyse les qualités nécessaires pour un dirigeant, comme le courage, la générosité, la sagesse et le pardon. L'auteur considère que le fondement du système politique repose sur l'utilisation de l'esprit dans la gestion des affaires de l'État et l'assistance des sages et des experts dans la prise de décisions, rejetant les décisions basées sur les opinions personnelles, qui ne servent ni ce monde ni l'au-delà. Enfin, la quatrième section traite de l'intuition et la physiognomonie pour comprendre les motivations et comportements des individus. La conclusion offre des conseils sur l'éthique, la quête de la vérité, le soutien aux musulmans d'Al-Andalus, et la célébration du mawlid (commémoration de naissance) du prophète Mahomet, avec quelques poèmes en conclusion.
Le livre est, dans l'ensemble, un guide politique et moral pour les dirigeants, qui allie gouvernance pratique et valeurs religieuses islamiques. Le contenu du livre a été structuré par le sultan comme suit :
| Section | Titre                                                                                          |
| Premier chapitre : Observations, recommandations et conseils pour gouverner de manière juste                                             | Premier chapitre : Observations, recommandations et conseils pour gouverner de manière juste   |
| --- | ---------------------------------------------------------------------------------------------- |
| Premiere section | Conseil pour se qualifier de juste et se parer de vertus                                       |
| Deuxième section | Recommandation pour imposer la raison sur la passion et inciter à maintenir la crainte de Dieu |
| Troisième section | Conseil pratique pour amasser des richesses afin d'atteindre l'objectif fixé                   |
| Quatrième section | Recommandation pour maintenir l'armée, ses troupes, ses officiers et ses chefs                 |
| Deuxième chapitre : En ce qui concerne les piliers du royaume et ses fondements, et ce qu'un roi doit posséder pour assurer son contrôle |                                                                                                |
| Première base | L'esprit (l'intelligence)                                                                      |
| Deuxième base | La politique                                                                                   |
| Troisième base | La justice                                                                                     |
| Quatrième base | Le dilemme, argent ou armée                                                                    |
| Troisième chapitre : En ce qui concerne les qualités louables qui composent, perfectionnent et embellissent un roi                       |                                                                                                |
| Première qualité | Le courage                                                                                     |
| Deuxième qualité | La générosité                                                                                  |
| Troisième qualité | La bienveillance                                                                               |
| Quatrième qualité | L'indulgence                                                                                   |
| Quatrième chapitre : La physiognomie (al-firāsa) complément de l'administration politique                                                |                                                                                                |

## Importance du livre
Depuis la publication en 1974 du livre Abou Hammu Mousa al-Zayani : Sa vie et ses œuvres par l'historien Abdelhamid Hadjiat, qui propose une étude approfondie sur la vie et les œuvres du sultan, l'intérêt pour ce souverain zianide et son livre Wasitat al-Suluk fi Siyasat al-Muluk n’a cessé de croître. La valeur de cette œuvre ne réside pas uniquement dans son caractère politique, un genre littéraire répandu à l’époque, mais aussi dans le fait que son auteur n’était pas un simple penseur, mais bien un souverain en exercice. Contrairement aux autres théoriciens politiques, Abou Hammou Mousa II a combiné réflexion politique et exercice réel du pouvoir, ce qui en fait un exemple rare dans l’histoire du monde islamique.

### Importance historique et politique

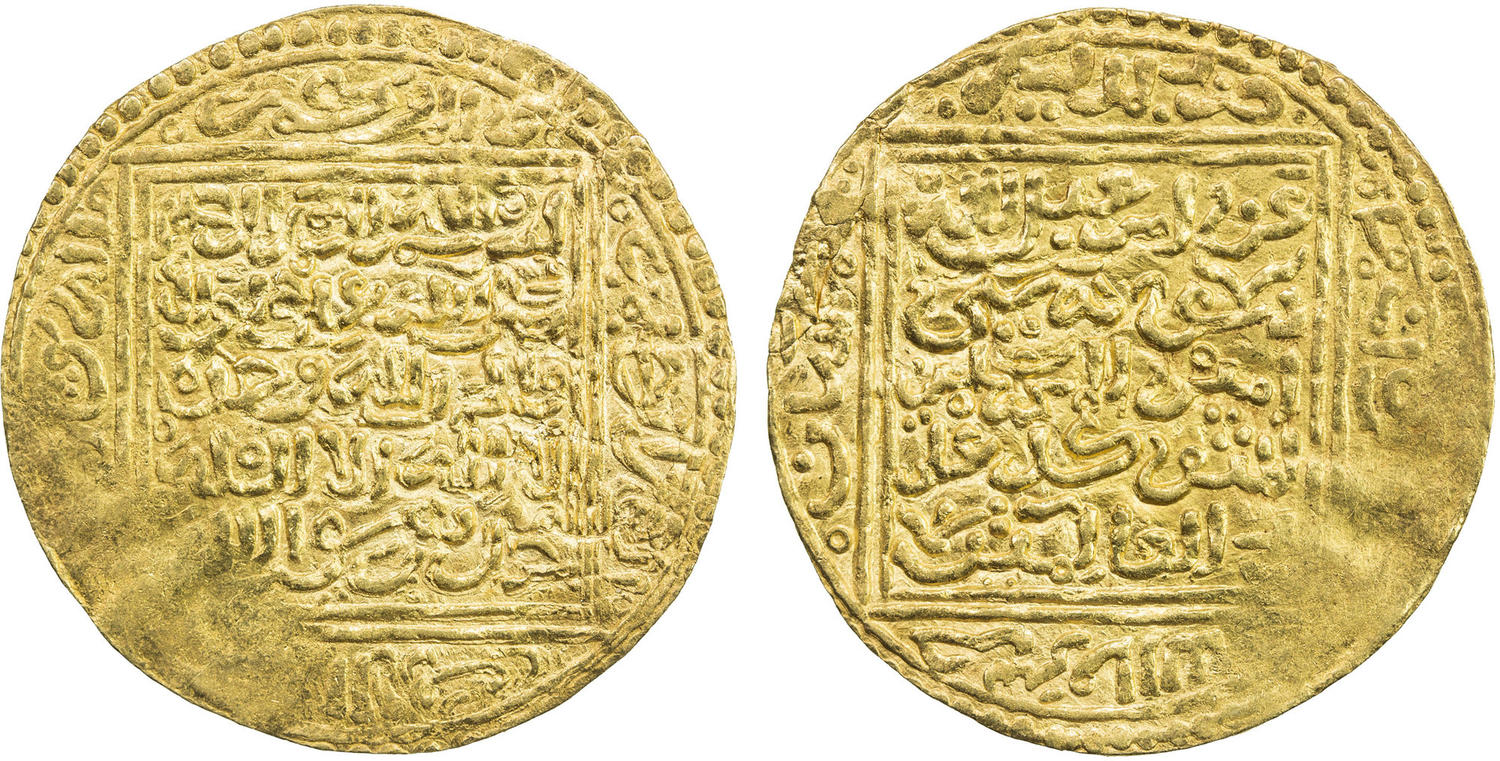
Un dinar en or, datant du royaume de Tlemcen pendant le règne du sultan Abou Hammou Moussa II.

La chercheuse française Jennifer Vans souligne l'importance des ouvrages historiques publiés sous le règne de ce sultan, car ils constituent presque les seules sources primaires survivantes qui documentent le règne de la dynastie zianide. Bien que d’autres œuvres historiques aient pu être perdues, certains écrits comme Zahr al-Bustan fi Dawlat Bani Ziyan (d'un auteur inconnu) ou Bughyat al-Ruwad fi Dhikr Muluk Bani ‘Abd al-Wad de Yahia ibn Khaldun (frère d'Ibn Khaldoun) témoignent du dynamisme historique de cette période. Le fait que 3 œuvres historiques aient été rédigées sous son règne reflète l’intérêt du sultan pour la documentation de l’histoire de sa dynastie et son souci d’apporter des conseils politiques aux générations futures.
De plus, Wasitat al-Suluk fi Siyasat al-Muluk constitue un document important pour comprendre les conflits de l’époque et leurs conséquences, ainsi que les mouvements des tribus au Maghreb et leurs origines. L’ouvrage apporte aussi des informations précieuses sur les événements historiques contemporains de l’auteur, soit par témoignage direct, soit à partir de sources historiques et de témoignages. Il décrit des événements majeurs comme la bataille où Abu al-Hasan al-Marini fut vaincu en Al-Andalus et sa reconquête de Tlemcen en 1358 (760 H). Il donne également son opinion sur des figures historiques telles que le calife omeyyade Abd al-Malik ibn Marwan, et son recours à Al-Hajjaj ben Yousef comme gouverneur. Selon Abdelhamid Hajiat, ces observations politiques témoignent de « la clairvoyance et du regard critique de l’auteur ». Le contenu du livre offre aux chercheurs une meilleure compréhension du contexte social et politique du Maghreb, ainsi que de ses interactions avec d'autres dynasties à cette époque.
Par ailleurs, Wasitat al-Suluk fi Siyasat al-Muluk servit également de guide politique pour les souverains et princes, notamment Mohammed Ier, émir du Tafilalet, qui cite le livre d'Abou Hammou Moussa II dans une lettre à Muhammad al-Hajj ad-Dila'i : « .. quant à ce que vous avez affirmé sur le fait que certaines alliances entre souverains sont en réalité des ruses et des tromperies, le sultan Abou Hammou, seigneur de Tlemcen, l’avait déjà dit avant vous. »  D’après l'historien Mohammed Bencherifa (ar), l’ouvrage fut une référence essentielle dans la formation politique des souverains alaouites du Maroc et de leurs héritiers, pendant une longue période. Le poète et vizir Mohammed ibn Idris al-Amrawi mentionne également l'intérêt du sultan alaouite Abderrahmane ben Hicham pour cet ouvrage et le fait qu'il en ait offert un exemplaire à son fils, Mohammed IV. Ainsi, ce livre a circulé parmi les souverains alaouites, de Mohammed Ier à Mohammed IV.

### Importance littéraire et sociale
Le livre Wasitat al-Suluk fi Siyasat al-Muluk contient plusieurs poèmes en arabe écrits par l’auteur, qui possèdent une grande valeur littéraire. Ces poèmes offrent un aperçu de la vie intellectuelle et culturelle de Tlemcen à l’époque. D’après le chercheur Mahmoud Boutar’a, cette période fut marquée par un raffinement artistique et linguistique élevé, où la poésie d’Abou Hammou Moussa II témoigne du niveau intellectuel et esthétique des élites de son temps. Bien que d'origine berbère (amazigh), le sultan maîtrisait parfaitement la langue arabe et ses subtilités rhétoriques, ce qui lui permit d’exprimer ses idées avec une grande précision et éloquence. Cet aspect montre l’importance et la diffusion de la langue arabe parmi les souverains et érudits de son époque. Malgré ses engagements politiques et militaires, le sultan a laissé derrière lui un riche héritage intellectuel, historique et littéraire, illustrant sa personnalité cultivée et son intérêt pour le savoir autant que pour le pouvoir.
Bien que l’ouvrage soit un écrit purement politique, il reste influencé par la tradition littéraire arabe, comme la plupart des écrits politiques islamiques médiévaux. L’auteur y intègre des exemples historiques et des récits qui mêlent faits et fictions, rendant parfois l’œuvre plus narrative que strictement analytique. Il cite également des ouvrages littéraires classiques, insérant proverbes et maximes pour illustrer ses idées politiques. Cet aspect témoigne de l’influence des traditions arabes littéraires et rhétoriques dans le traitement des questions politiques, où la politique et la littérature étaient intimement liées dans les écrits destinés aux souverains. L’ouvrage revêt aussi une importance sociale, car il traite des comportements et des valeurs des dirigeants et des élites gouvernantes de son époque (rois, émirs, vizirs et hauts fonctionnaires). À travers ses écrits, Abou Hammou Moussa II valorise la raison comme fondement du pouvoir et de l’administration. D’après Abdelhamid Hajiat, cette approche reflète l’influence des philosophes sur l’auteur, qui s’éloigne des croyances mystiques soufies, et se distingue également des vues d'al-Ghazali sur le rôle de la raison et l'esprit en politique. Il privilégie ainsi une gouvernance fondée sur la rationalité et la réflexion, plutôt que sur la foi seule.

## Versions du livre

### Copies manuscrites
Plusieurs copies manuscrites du livre Wasitat al-Suluk fi Siyasat al-Muluk sont conservées dans diverses bibliothèques à travers le monde. La plus ancienne actuellement connue est celle conservée à la bibliothèque nationale d'Algérie. Parmi ces copies, on trouve :
- Manuscrit de la bibliothèque nationale d’Algérie : Cette copie est conservée à la bibliothèque nationale d’Algérie sous le numéro 1374. C'est une version complète composée de 94 pages, mesurant 204 × 260 mm. Elle est bien préservée et reliée. Elle est considérée comme l'une des copies les plus proches chronologiquement de l’époque de l’auteur, ayant été copiée en Algérie environ un siècle après la mort du sultan. Le manuscrit est écrit en calligraphie maghrébine avec de l'encre noire, et sa copie date du Xe siècle de l’Hégire (XVIe siècle). Une annotation en en-tête indique qu’il s’agissait d’une des copies les plus diffusées à l’époque[29].
- Manuscrit de la bibliothèque nationale de France : Cette copie est conservée à la bibliothèque nationale de France sous l’identifiant Arabe 7246. Elle appartenait à un ancien professeur nommé Moulay Hassan al-Baghdadi. Cette copie date du début de Joumada al-Awwal 926 H (avril 1520) et porte la signature du copiste. Elle a été numérisée et mise en ligne par la bibliothèque en 2017. Le manuscrit est écrit à l’encre brune, en calligraphie maghrébine, avec un texte vocalisé. Les titres et les mots importants sont rédigés en rouge, vert ou brun. Il comprend 124 feuillets, mesurant 270 × 190 mm. La fiche d’identification du manuscrit indique l’existence d’autres copies conservées à Istanbul, datant de 1296 H (1878)[30].
- Manuscrit des archives générales de Rabat : Cette copie est conservée à Rabat (Maroc)[note 11], sous le numéro 586. Elle porte la signature de son propriétaire, bien que celui-ci ne soit mentionné sur aucune de ses 154 pages de 200 × 290 mm. Chaque page contient environ 30 lignes. La copie date de 1129 H (1717) et est écrite en calligraphie maghrébine, avec des annotations marginales[29].
- Manuscrit de la bibliothèque de l’Université du Roi Saoud : Conservé dans la bibliothèque de l'université du Roi Saoud, au département des manuscrits à Riyad (Arabie saoudite), ce manuscrit est répertorié sous le numéro général 7236 et le numéro classé 320/و.ح.. Il s’agit d’une copie photographique du manuscrit de la bibliothèque de Rabat. Il mesure 205 × 290 mm, comporte 63 pages, avec 30 lignes par page. Il est écrit en calligraphie maghrébine sans mention du copiste[29]. Il a été numérisé et mis en ligne[31].
- Manuscrit du palais Royal du Maroc : Cette copie est conservée à la bibliothèque Hassan II du palais Royal de Rabat (Maroc). Elle est l’une des plus proches temporellement de la copie algérienne. Elle est rédigée en calligraphie maghrébine claire, mais son accès est difficile, ce qui explique pourquoi elle a été peu étudiée dans les recherches précédentes. Elle est enregistrée sous le numéro 836 dans le catalogue et compte 169 pages, mesurant 220 × 130 mm. Bien que l’écriture soit claire, certaines parties du texte sont estompées et difficilement lisibles[29].
- Manuscrit de la bibliothèque nationale de Tunisie : Cette copie est conservée à la bibliothèque nationale de Tunisie, où elle a été numérisée et publiée en ligne en 2020[32].
- Manuscrit de la khizana d’Adrar : Cette copie est conservée dans le laboratoire des manuscrits de l’université africaine d’Adrar (en) (Algérie) sous le numéro 13577, et dans la khizana d’Adrar sous le numéro طمخ1263. Ses dimensions sont de 290 × 205 mm, avec 63 pages et 126 feuillets. Elle est écrite en calligraphie maghrébine[33].

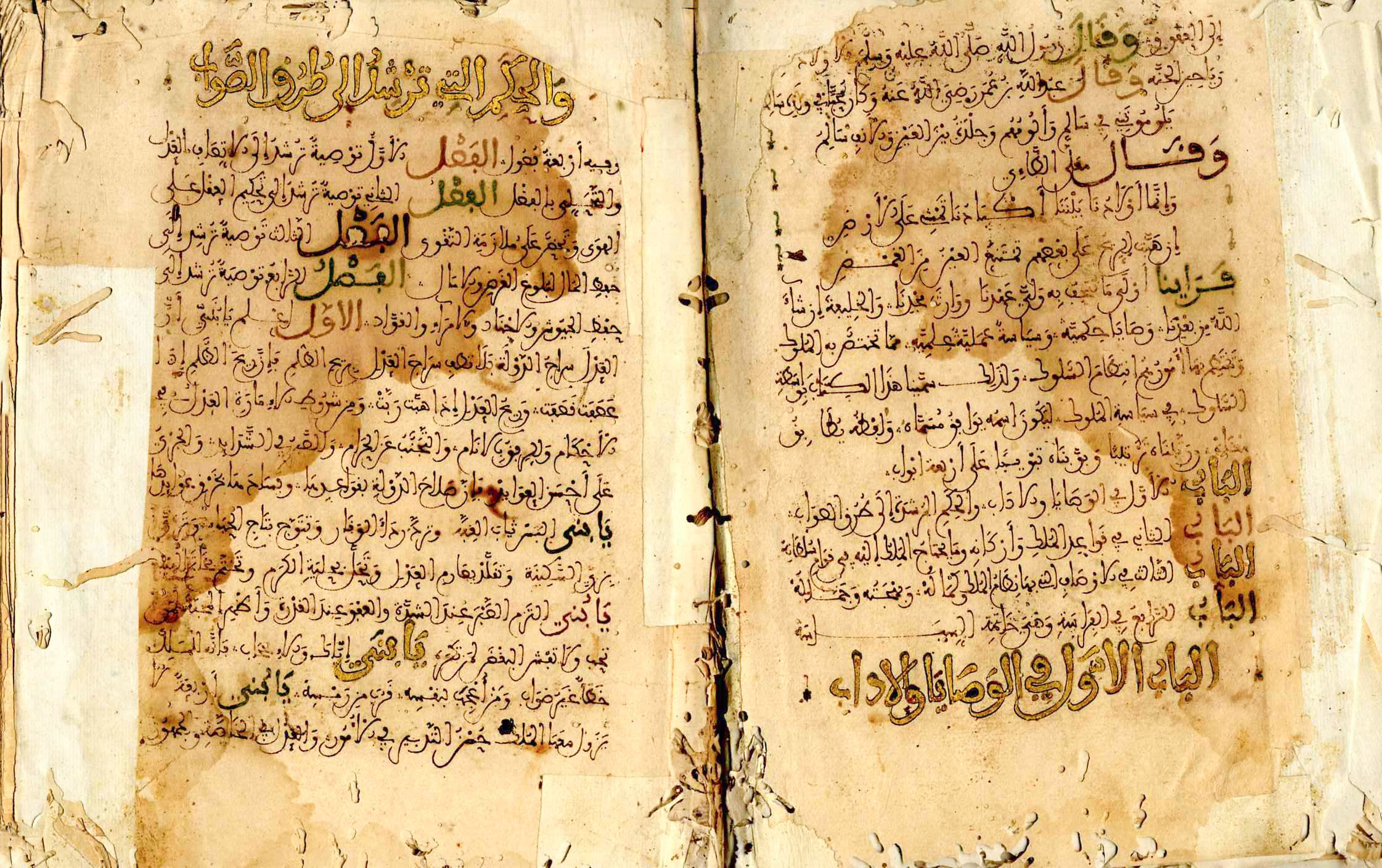
Manuscrit de la bibliothèque du Palais royal du Maroc
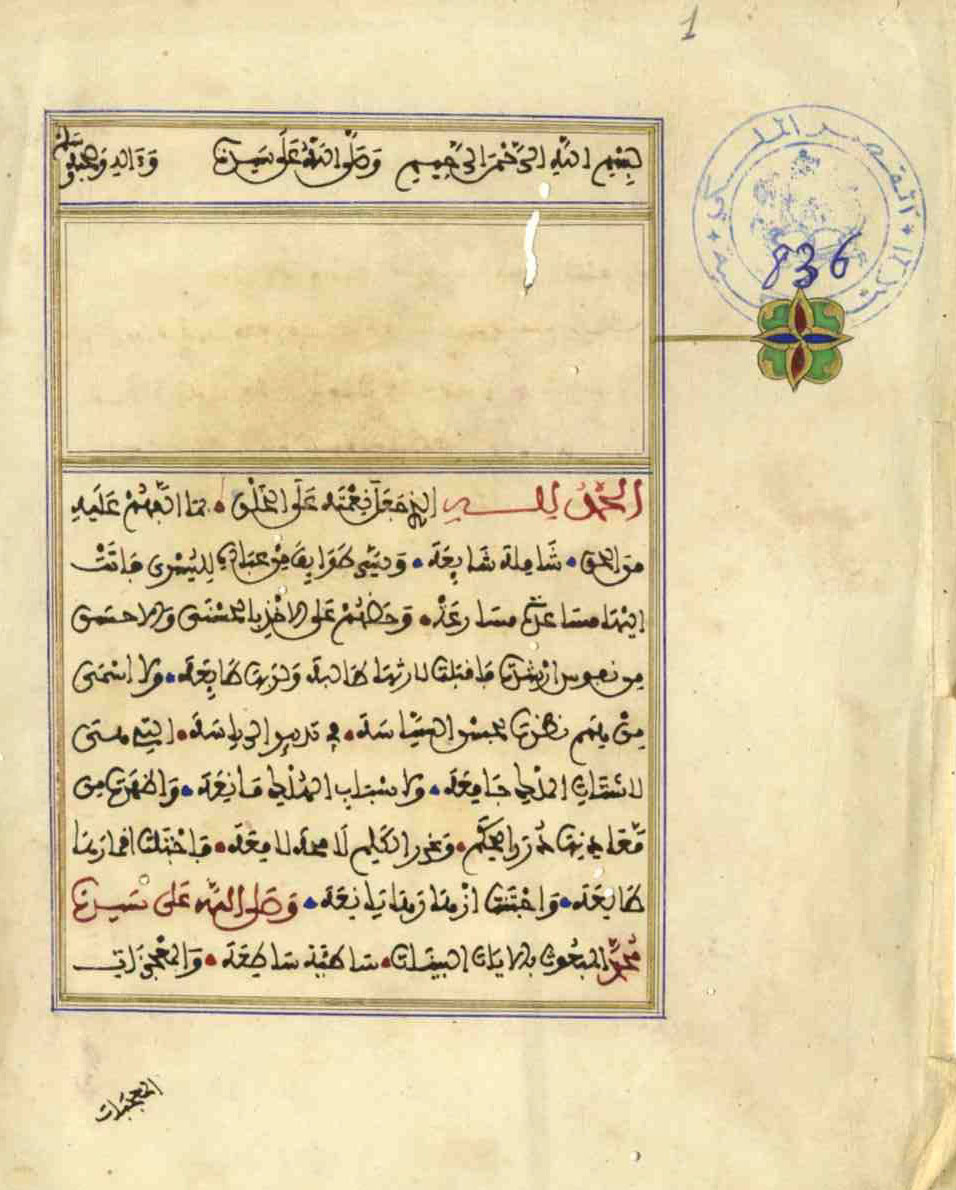
Manuscrit des archives de Rabat
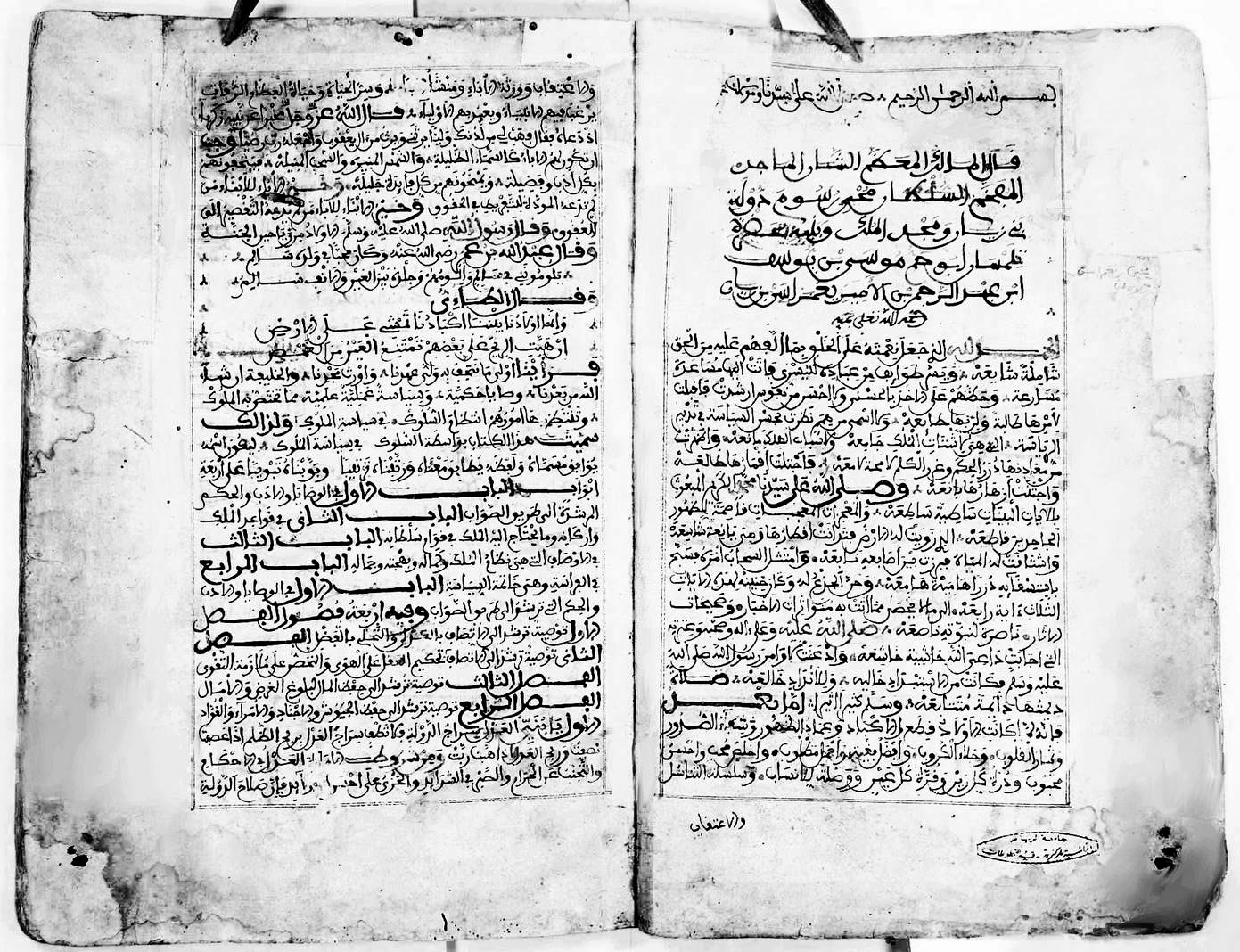
Manuscrit de la bibliothèque du Roi Saoud
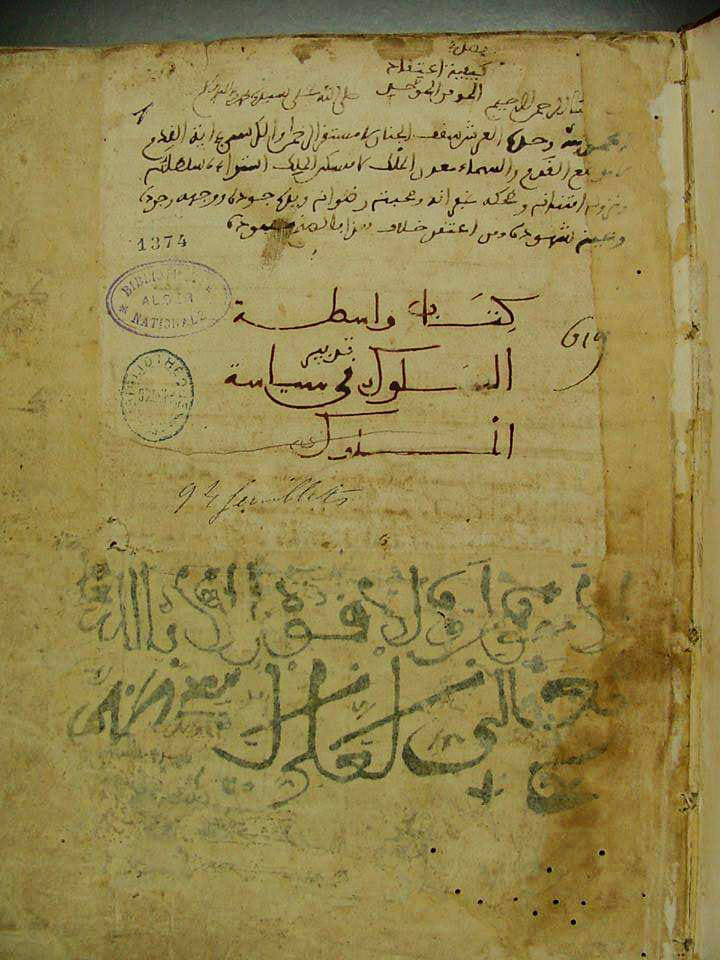
Manuscrit de la bibliothèque nationale d'Algérie
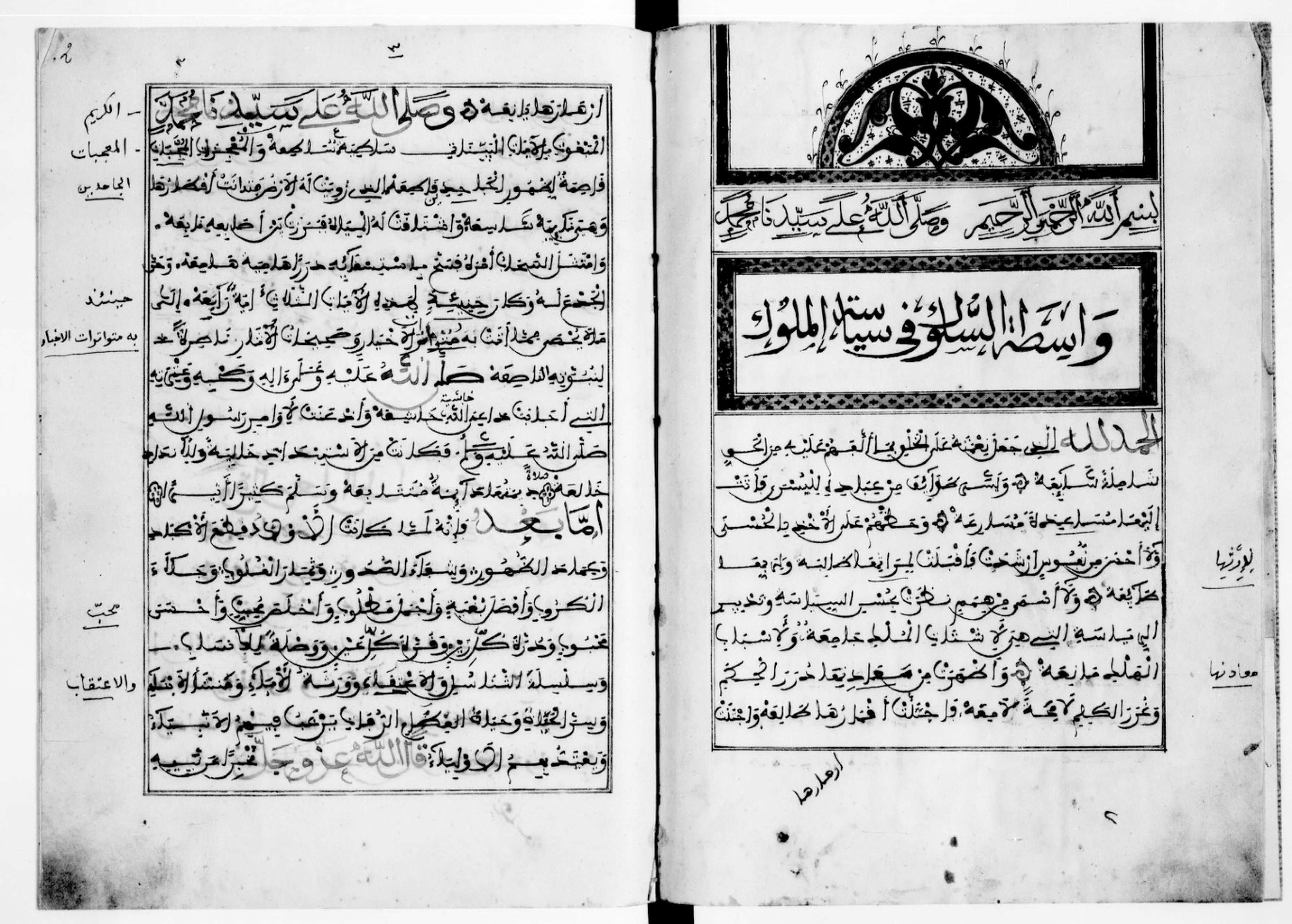
Manuscrit de la bibliothèque nationale de France

### Éditions imprimées
Le texte du manuscrit a été édité et étudié par plusieurs chercheurs, avec des niveaux de qualité variables en fonction des manuscrits utilisés et des périodes où ces éditions ont été réalisées. Parmi ces versions, on trouve :
- Édition de l’imprimerie de Tunis : Il s’agit de la première édition imprimée du livre, publiée en 1863 à Tunis, avec l’essor des imprimeries. Elle a été réalisée sous la supervision de Mahmoud Kabadou, écrivain et théologien tunisien, qui a corrigé la première partie du texte, tandis que la seconde partie a été révisée par Mohamed Béchir Touati (ar)[34]. Cette édition s’est ensuite diffusée dans différentes bibliothèques, notamment la bibliothèque nationale d’Algérie[35], l’Académie royale d’histoire en Espagne[36], la British Museum Library[37] et la bibliothèque de la société asiatique de Calcutta[38]. Bien que cette version comprenne une brève introduction sur Abou Hammou Moussa II, elle présente plusieurs lacunes. Elle a été imprimée avec une qualité modeste et sans une véritable approche scientifique, sans annexes, notes ou commentaires explicatifs[39], en raison de l’accès limité aux manuscrits à l’époque et de l’absence de méthodologie rigoureuse dans l’édition des textes anciens[40].
- Édition d’Istanbul :  Une version du livre a été imprimée à Istanbul sous l’Empire ottoman et publiée en 1878[41].
- Édition d’Abdelhamid Hajiat :  Le chercheur Abdelhamid Hadjiat a édité une partie du texte du livre, en se basant sur la version conservée à la bibliothèque nationale d’Algérie. Son travail s’est concentré uniquement sur les poèmes présents dans le manuscrit, qu’il les à intégrés dans son ouvrage Abou Hammou Moussa al-Zayani : Sa vie et ses œuvres, publié en 1974, où il analyse le style littéraire du sultan[42].
- Édition d’Abdelrahman Aoun et Mohammed al-Zahi : Cette édition a été publiée en 1990 par Dar Bousalama en Tunisie, en 204 pages. Elle comprend une introduction rédigée par Abdelrahman Aoun et Mohammed al-Zahi[43].
- Édition de Mahmoud Boutar’a :  Le chercheur algérien Mahmoud Boutar’a a édité le texte en se basant sur le manuscrit de la bibliothèque générale de Rabat. Son travail s’est concentré sur l’identification et l’extraction des hadiths et des versets coraniques mentionnés dans l’ouvrage. Il a également analysé l’auteur Abou Hammou Moussa II, sa méthodologie et les caractéristiques de son œuvre. Cette édition comporte 304 pages et a été publiée en 2012, en collaboration avec Dar al-Numan et Dar Chima en Algérie[44].
- Édition d’Abdelghani Mohammed Ali Mastu : Cette version a été éditée par Abdelghani Mohammed Ali Mastu, avec une introduction rédigée par le traducteur et penseur libanais Ridwan as-Sayyid (ar). L’ouvrage contient 485 pages et a été publié en 2015 par Markaz Ibn al-Azraq pour les études du patrimoine politique à Riyad[45].
- Édition de Mohammed Mahmoud Khalaf :  Le chercheur et traducteur irakien Mohammed Mahmoud Khalaf a édité le texte en se basant sur le manuscrit de la bibliothèque de l’Université du Roi Saoud. Son travail comprend la vérification et la correction des versets coraniques et des hadiths, ainsi que la corrections des termes arabes du texte. Il a également expliqué les mots complexes, identifié les figures historiques, et documenté les références aux sources historiques citées dans le texte. Cette édition comprend des annexes présentant une biographie de Abou Hammou Moussa II, un résumé de l’histoire de la dynastie zianide, ainsi qu’un aperçu des livres politiques du même genre littéraire. L’ouvrage, composé de 344 pages, a été publié en 2020 par Dar al-Kutub al-‘Ilmiyya à Beyrouth[46].
- Édition de Jad al-Khannoussi :  Le chercheur et professeur à l’université de Cadix, Jad al-Khannoussi, a édité le texte en se basant sur plusieurs manuscrits, notamment ceux de la bibliothèque nationale d’Algérie et de la Bibliothèque de Rabat, dans le cadre de sa thèse de doctorat. Son travail est accompagné avec une étude sur le sultan Abou Hammou Moussa II et la dynastie zianide, en extrayant les hadiths et en vérifiant leur authenticité, ainsi que les versets coraniques et les récits historiques. Il a ajouté un index détaillé des ouvrages cités, des poèmes, des proverbes, des figures historiques, des lieux, ainsi que des concepts politiques, économiques et sociaux mentionnés dans le texte. Après avoir édité le texte, il l’a également traduit de l’arabe vers l’espagnol, sous la supervision de professeurs de l’Université de Cadix. L’ouvrage compte 586 pages et a été publié en 2023[47].

### Traductions
Le livre Wasitat al-Suluk fi Siyasat al-Muluk a été publié pour la première fois sous forme imprimée à Tunis, le 26 septembre 1862. L’orientaliste espagnol Pascual de Gayangos a obtenu un exemplaire de cette édition, qu’il a envoyé à l’Académie royale d’histoire, qui s’intéressait à l’étude de l’histoire de l'Espagne. L’orientaliste Francisco Codera (es) a ensuite étudié le contenu du livre et a publié un article à son sujet dans le Boletín de la Real Academia de la Historia (en) en 1893.
À la suite de cette première analyse, Mariano Gaspar (es), orientaliste et professeur d’arabe à l’université de Grenade, a entrepris la traduction du livre en espagnol, en se basant sur l’édition tunisienne. L’ouvrage a été publié en 1899 à Saragosse, sous un titre différent : El Collar de Perlas: Obra Que Trata de Política y Administración. L’édition comptait 549 pages. Dans l’introduction de cette édition, le traducteur Gaspar a évoqué les défis rencontrés lors de la traduction, notamment la complexité des vers arabes et du style littéraire, ce qui l’avait presque poussé à abandonner le projet. Toutefois, le soutien de ses collègues l’a encouragé à poursuivre son travail. Il a également ajouté une biographie du sultan, mais au lieu de traduire la présentation contenue dans l’édition tunisienne, il en a rédigé une nouvelle. Cependant, cette traduction espagnole comportait plusieurs erreurs et divergences de sens, ce qui a altéré la précision du texte original.
En 2023, Jad El Khannossi a publié une nouvelle traduction espagnole du livre, après l’avoir édité lui-même à partir des manuscrits arabes originaux, dans le cadre de sa thèse doctorale à l’Université de Cadix.
Le livre a également été traduit en turc et publié en 1879, sous une édition de 205 pages, imprimée à Constantinople.

## Critique du livre

### Originalité du contenu
La question de l’originalité du contenu du livre Wasitat al-Suluk fi Siyasat al-Muluk a suscité des débats sur son indépendance intellectuelle et son lien avec Sulwan al-Muta‘ fi ‘Udwan al-Atba‘ d’Ibn Zafar al-Siqilli. Ce débat repose en grande partie sur les écrits d'Al-Maqqari al-Tilimsani dans Nafh al-Tib min ghousn al-Andalus al-Ratib, où il déclare que le sultan : « ... a rédigé une œuvre remarquable en politique dans laquelle il a résumé Slwan al-Mutâ' d'Ibn Zafar, y ajoutant des enseignements et y rapportant plusieurs de ses poèmes ainsi que des événements survenus avec ses contemporains, les rois de la dynastie des Mérinides et autres. Il l'a composé pour son héritier et l'a intitulé Wasitat al-suluk fi siyasat al-muluk. » Cette déclaration a conduit certains chercheurs à considérer l’ouvrage comme une simple reformulation d’idées antérieures, sans réelle innovation politique propre à son auteur. Parmi ces chercheurs, Azeddine al-Alam, qui estime qu’Abou Hammou Moussa II n’a pas développé de nouvelle théorie politique, mais s’est contenté de transmettre une pensée préexistante, critiquant les chercheurs qui exagèrent en présentant son livre comme une œuvre totalement originale. À l’inverse, la chercheuse Wadad Kadi (en) soutient que Abou Hammou Moussa II n’était pas un simple compilateur, mais un penseur politique et un lettré ayant su présenter une vision politique claire et originale dans son livre. Après avoir étudié les sources dont il s’est inspiré, elle conclut que  :

« Le livre d’Ibn Zafar ne constitue pas la source principale de l’ouvrage d’Abou Hammou II en termes de fréquence des emprunts, même s’il a effectivement repris un grand nombre de pages de Sulwan al-Muta‘, plus que de tout autre livre. Toutefois, ces emprunts se limitent à trois histoires, toutes copiées textuellement. Ainsi, l’affirmation d’Al-Maqari selon laquelle Wasitat al-Suluk fi Siyasat al-Muluk est essentiellement un résumé de Sulwan al-Mouta‘ d'Ibn Zafar est infondée. »

Ces divergences de points de vue illustrent la difficulté d’évaluer l’originalité des textes politiques de cette époque, où la frontière entre influence et innovation est souvent floue. Il est donc impossible de porter un jugement définitif sur Wasitat al-Suluk fi Siyasat al-Muluk sans une étude approfondie de son discours politique, et une analyse de la manière dont Abou Hammou Moussa II a adapté ses sources. Tous s’accordent néanmoins sur le fait que l’ouvrage combine des éléments politiques issus de différentes traditions, notamment islamiques et perses, car la littérature du miroir des princes repose largement sur l’adaptation et la reformulation de modèles antérieurs.
Wadad Kadi ajoute également que:

« Abou Hammou II a emprunté des éléments aux sources politiques arabes, mais il ne les a pas suivis passivement. Il a su les adapter à sa propre vision du pouvoir, sélectionnant avec soin ce qui correspondait à sa conception politique. Si l’on considère que les citations représentent moins d’un cinquième du livre, et que le reste est son propre travail, nous pouvons conclure que Wasitat al-Suluk fi Siyasat al-Muluk est une œuvre originale, apportant une contribution politique unique. »

De même, les chercheurs Bouchibi Fahima et Tayeb Bousaad estiment que l’ouvrage n’est pas une simple reproduction d’idées antérieures, mais une œuvre politique indépendante, qui reflète la réalité du pouvoir à l’époque. Ils soulignent que son évaluation devrait être contextualisée historiquement, plutôt que jugée selon des critères modernes qui pourraient manquer de pertinence.

### Style du livre
L'historien Abdelhamid Hadjiat remarque que le style littéraire de l’ouvrage tend parfois à l’emphase du saj, avec un usage excessif des figures de style, au point de sembler parfois artificiel. Toutefois, il estime que cette sophistication ne rend pas la lecture pesante. Abou Hammou Moussa II a cherché à mélanger littérature et politique, mais cette approche peut parfois détourner le lecteur du message principal des récits moraux, qui risquent d’être lus comme des histoires distrayantes plutôt que comme des enseignements politiques. Certaines anecdotes incluses dans l’ouvrage illustrent ce style, notamment les récits de Shapur II, roi de Perse, et de Qasir ibn Saad et al-Zabba’ (ar). Ce penchant pour le récit fabuleux s’explique par le goût du public de l’époque pour les histoires mêlant merveilles et sagesse, à l’instar de Mille et Une Nuits ou du Voyage d’Ibn Battuta (en), et d'après l'historien, il serait injuste de critiquer Abou Hammou Moussa II pour cet aspect, car il s’agissait d’un style dominant à son époque, permettant aux écrivains de démontrer leur érudition et leur maîtrise de la rhétorique.
D’un autre côté, le chercheur Jad El Khannossi signale la présence de hadiths à connotation chiite, ce qui peut poser problème dans un ouvrage écrit par un auteur appartenant à l’orthodoxie sunnite. Un autre exemple est celui d’un récit sur Ibn Abbas, qui figure parmi les grands érudits de l’Islam, mais dont l’histoire citée par Abou Hammou II n’apparaît dans aucune source reconnue de la tradition prophétique. Il précise cependant que ce n’est pas surprenant, car Wasitat al-Suluk fi Siyasat al-Muluk appartient à la littérature du miroir des princes islamiques, où les récits politiques ne distinguent pas strictement entre le patrimoine prophétique, la sagesse de Khosro Ier ou la rationalité de Socrate. Selon l’historien Abdallah Laroui, ce type de littérature sert avant tout « à justifier la légitimité du souverain, et met souvent l’histoire et la philosophie au service du pouvoir en place. »
Dans cette tradition, de nombreux récits sont issus du patrimoine classique, qu’il soit byzantin, perse ou islamique, et se retrouvent répétés dans plusieurs ouvrages similaires, sans être soumis à une analyse critique et cela s’explique par le contexte intellectuel médiéval, où la méthode critique était absente, contrairement aux standards actuels en recherche historique et l'analyse du texte.